# Liste der Kontorhäuser in Hamburg
Die Liste der Kontorhäuser in Hamburg enthält Kontorhäuser im Sinne eines spezifischen Gebäudetyps, der in Hamburg in der Zeit von 1886 (Eröffnung des Dovenhofs) bis zum Zweiten Weltkrieg entworfen und gebaut wurde. Typischerweise wurden diese Kontorhäuser von ihren Bauherren von vornherein als Mietobjekte für mehrere Nutzer gebaut, was sich in der Konstruktion und Ausstattung niederschlug. Städtische oder unternehmenseigene Verwaltungsgebäude fallen daher in der Regel nicht unter diese Definition.

## Gebäudeliste
| Bild | Name                                                                              | Baujahr            | Architekt(en)                                                                  | Anschrift                                                                   |
| ---- | --------------------------------------------------------------------------------- | ------------------ | ------------------------------------------------------------------------------ | --------------------------------------------------------------------------- |
|      | Adlerhof                                                                          | 1910, ca.          | Emil Janda                                                                     | Gerhofstraße 2                                                              |
|      | Admiralitätshof                                                                   | 1889/90            | Ricardo Bahre, Carl Querfeld                                                   | Admiralitätstraße 71–72                                                     |
|      | Afrikahaus                                                                        | 1900/01            | Martin Haller                                                                  | Große Reichenstraße 27                                                      |
|      | Alte Bankhalle                                                                    | 1903               | George Radel                                                                   | Neß 1                                                                       |
|      | Alterwallhof                                                                      | 1900/01            | Heinrich Theising                                                              | Alter Wall 69                                                               |
|      | Alsterblick                                                                       | 1899–1900          | Gottlieb Rambatz, Wilhelm Jollasse                                             | Ballindamm 1                                                                |
|      | Alsterdammhof                                                                     | 1900               | Lundt & Kallmorgen                                                             | Ballindamm 11                                                               |
|      | Alsterhaus                                                                        | 1902/03            | Gottlieb Rambatz Wilhelm Jollasse                                              | Ballindamm 13 / Ferdinandstraße 32                                          |
|      | Alsterhof (ehem.)                                                                 | um 1905            | ?                                                                              | Ballindamm 7                                                                |
|      | Asia-Haus                                                                         | 1906, 1909         | George Radel                                                                   | Willy-Brandt-Straße 49                                                      |
|      | Australhaus                                                                       | 1906               | Leon Frejtag, Hermann Wurzbach                                                 | Poststraße 17–19                                                            |
|      | Bankhaus Warburg                                                                  | 1912/13            | Martin Haller, Hermann Geißler, Hans Gerson, Gustav Burmeister                 | Ferdinandstraße 75 / Alstertor 4 / Raboisen 72–80                           |
|      | Barkhof                                                                           | 1909/10            | Franz Albert Bach                                                              | Mönckebergstraße 8–12 / Spitalerstraße 7–11                                 |
|      | Barnbrock-Haus                                                                    | 1906               | Ricardo Bahre                                                                  | Poststraße 21/23                                                            |
|      | Bartholomayhaus                                                                   | 1938/39            | Rudolf Klophaus                                                                | Altstädter Straße 1–9 / Steinstraße 5–7 / Springeltwiete 6 / Johanniswall 2 |
|      | Bieberhaus                                                                        | 1908–10            | Gottlieb Rambatz, Wilhelm Jollasse                                             | Heidi-Kabel-Platz 1                                                         |
|      | Bleichenhof                                                                       | 1896               | Hinrich Fitschen                                                               | Hohe Bleichen 21                                                            |
|      | Börsenburg                                                                        | 1908/09            | Henry Grell, G. Stuhlmann                                                      | Großer Burstah 1 / Börsenbrücke 2 a                                         |
|      | Börsenhaus                                                                        | 1894/95 Umbau 1930 | Johannes Grotjan (Ursprungsbau), Alfredo Puls, Emil Richter                    | Alter Wall 32                                                               |
|      | Brahms Kontor (urspr. Haus des Deutschnationalen Handlungsgehilfen-Verbandes)     | 1903+1931          | Ferdinand Sckopp, Wilhelm Wortmann                                             | Johannes-Brahms-Platz 1                                                     |
|      | Brandenburgerhaus                                                                 | 1907–09            | Johannes Wald                                                                  | Hohe Bleichen 22                                                            |
|      | Broschek-Haus                                                                     | 1925/26            | Fritz Höger                                                                    | Heuberg 1                                                                   |
|      | Brügge-Haus (zeitweilig Eimbcke-Haus)                                             | 1905               | Franz Albert Bach                                                              | Raboisen 5                                                                  |
|      | Bugenhagenhaus                                                                    | 1914               | Carl Gustav Bensel                                                             | Bugenhagenstraße 5                                                          |
|      | Bülowhaus                                                                         | 1906/07            | Richard Jacobsen                                                               | Schauenburgerstraße 32 / Rathausstraße 4                                    |
|      | Bürgermeisterhaus                                                                 | 1910, ca.          |                                                                                | Neuer Wall 73–75                                                            |
|      | Burstahhof                                                                        | 1887/88            | Ricardo Bahre, Carl Querfeld                                                   | Großer Burstah 36–38                                                        |
|      | Chilehaus                                                                         | 1922–24            | Fritz Höger                                                                    | Pumpen 6 / Burchardstraße 13 / Fischertwiete 1/2                            |
|      | Columbia-Haus                                                                     | 1905, ca.          | Franz Albert Bach                                                              | Deichstraße 29                                                              |
|      | Commeter-Haus                                                                     | 1907/08            | Henry Grell, George Radel, Franz Jacobsen                                      | Bergstraße 11 / Hermannstraße                                               |
|      | Cremonhaus                                                                        | 1905/06            | Gustav Blohm                                                                   | Cremon 11–12                                                                |
|      | Dammtorhaus (auch: Waterloo-Haus)                                                 | 1908/12            | Leon Frejtag, Hermann Wurzbach, Erich Elingius                                 | Dammtorstraße 14                                                            |
|      | Deutschlandhaus                                                                   | 1929               | Fritz Block, Ernst Hochfeld                                                    | Dammtorstraße 1 / Valentinskamp 91                                          |
|      | Domhof                                                                            | 1912/13            | Franz Albert Bach, Fritz Wischer                                               | Mönckebergstraße 18                                                         |
|      | Dovenhof                                                                          | 1885/86            | Martin Haller                                                                  | Brandstwiete 1 (1967 abgerissen)                                            |
|      | Edmund-Haus                                                                       | 1909               | Max Rix                                                                        | Katharinenstraße 30                                                         |
|      | Elbhof                                                                            | 1904/05            | Walter Martens                                                                 | Steinhöft 9                                                                 |
|      | Merck-Hof                                                                         |                    |                                                                                | Ernst-Merck-Straße 12–14                                                    |
|      | Esplanadebau                                                                      | 1912/13            | Gottlieb Rambatz, Wilhelm Jollasse                                             | Esplanade 6                                                                 |
|      | ehem. Esso-Haus / ehem. HWWA-Gebäude                                              | 1937/38            | Gottlieb Rambatz, Wilhelm Jollasse, Erich Elingius, Gottfried Schramm          | Neuer Jungfernstieg 21                                                      |
|      | Finanzamt ehem. Karstadt-Verwaltung                                               | 1921–24            | Phillip Schäfer                                                                | Steinstraße 10                                                              |
|      | Flüggerhaus                                                                       | 1908               | Leon Frejtag, Hermann Wurzbach, Erich Elingius                                 | Rödingsmarkt 19                                                             |
|      | Frenssenhaus                                                                      | 1908               | H. Fehmer                                                                      | Ferdinandstraße 6                                                           |
|      | Verwaltungsgebäude der GEG, Großeinkaufs-Gesellschaft Deutscher Consumvereine     | 1906/07            |                                                                                | Besenbinderhof 52                                                           |
|      | Gesundheitsamt ehem. Staatsgebäude, zum Kontorhaus umgebaut                       | 1915–26            |                                                                                | Besenbinderhof 41                                                           |
|      | Girardethaus                                                                      | 1896               | Harry Puttfarcken, Emil Janda                                                  | Gänsemarkt 21–23                                                            |
|      | Globushof                                                                         | 1907/08            | Lundt & Kallmorgen                                                             | Trostbrücke 2                                                               |
|      | Gotenhof                                                                          | 1926               | Carl Stuhlmann                                                                 | Steckelhörn 12                                                              |
|      | Gutrufhaus                                                                        | 1914/15            | Franz Albert Bach, Max Bach                                                    | Neuer Wall 10                                                               |
|      | Hamburger Hof                                                                     | 1883 Umbau 1917    | Bernhard Hanssen, Emil Meerwein                                                | Jungfernstieg 30                                                            |
|      | Hammoniahaus ehem. Caledonia-Haus                                                 | 1912/13            | Ernst Friedheim                                                                | Mönckebergstraße 5                                                          |
|      | Handelshof                                                                        | 1913/14            | Fritz Höger                                                                    | Lange Reihe 29                                                              |
|      | Handwerkskammer ehem. Gewerbehaus                                                 | 1912–15            | Fritz Schumacher                                                               | Holstenwall 12                                                              |
|      | Hansaburg                                                                         | 1907               | Claus Meyer                                                                    | Bei den Mühren 91                                                           |
|      | Hanseatenhof                                                                      | 1921/22            | Heinrich Mandix, Hans Franck                                                   | Kattrepelsbrücke 1                                                          |
|      | Haus Alstertor ehem. Heintzehof                                                   | 1900               | Hermann Krumbhaar, Eduard Heubel                                               | Alstertor 16 / Ferdinandstraße 68                                           |
|      | Haus der Seefahrt                                                                 | 1909/10            | Edgar Foßhag, Georg Schlepps                                                   | Deichstraße 51                                                              |
|      | Haus Goldener Schwan                                                              | 1911/12            | Otto Ameis, Alfred Jacob                                                       | Dammtorstraße 27                                                            |
|      | Haus Gülden Gerd                                                                  | 1924 (Umbau)       | Christian Zauleck, Franz Hormann                                               | Steinstraße 23                                                              |
|      | Haus Harmonie                                                                     | 1902               | Claus Meyer                                                                    | Ferdinandstraße 67                                                          |
|      | Haus Newman I (Fassade)                                                           | 1906               | Leon Frejtag, Erich Elingius                                                   | Schauenburgerstraße 15                                                      |
|      | Haus Newman II (Fassade)                                                          | 1911               | Leon Frejtag, Erich Elingius                                                   | Schauenburgerstraße 21                                                      |
|      | Haus Rademacher                                                                   | 1890/91            | Carl Elvers                                                                    | Zippelhaus 3                                                                |
|      | Hapag-Lloyd                                                                       | 1901–03 1912–23    | Martin Haller, Hermann Geißler, Fritz Höger, Erich Elingius, Gottfried Schramm | Ballindamm 25 / Ferdinandstraße 56                                          |
|      | Haus Wille                                                                        | 1909/10            | Emil Schaudt, Walther Puritz                                                   | Alter Wall 10                                                               |
|      | Heine-Haus                                                                        | 1903               | Ricardo Bahre                                                                  | Jungfernstieg 34                                                            |
|      | Henneberghaus                                                                     | 1907               | Claus Meyer                                                                    | Poststraße 25–27                                                            |
|      | Hermannshaus                                                                      | 1905 Umbau 1924–26 | Wilhelm Jollasse                                                               | Bergstraße 16                                                               |
|      | Hesse-Newmanhaus ehem. Amerikahaus                                                | 1903               | Claus Meyer                                                                    | Ferdinandstraße 25–27                                                       |
|      | Hildebrand-Haus                                                                   | 1907/08            | Leon Frejtag, Hermann Wurzbach, George Radel; Franz Jacobssen                  | Neuer Wall 18                                                               |
|      | Hindenburghaus                                                                    | 1909/10            | Karl August Hiller, Otto Kuhlmann, Wilhelm Holzapfel                           | Großer Burstah 31                                                           |
|      | Hirschfeld-Haus                                                                   | 1905/06            | Johannes Martin Friedrich Grotjan                                              | Neuer Wall 19                                                               |
|      | Hopfenburg                                                                        | 1905               | Carl Tessen                                                                    | Hopfensack 19                                                               |
|      | Holstenhof                                                                        | 1900/01            | Albert Lindhof                                                                 | Kaiser-Wilhelm-Straße 79                                                    |
|      | Hübner-Haus                                                                       | 1907/08            | Henry Grell                                                                    | Neuer Wall 22 / Poststraße 2–4                                              |
|      | Hulbe-Haus                                                                        | 1910/11            | Henry Grell                                                                    | Mönckebergstraße 21                                                         |
|      | Burchard-Hof (früher Haus Hubertus)                                               | 1931 / 2012        | Max Bach, Fritz Wischer                                                        | Steinstraße 27 / Burchardstraße 24                                          |
|      | Johannishof                                                                       | 1895               | George Radel                                                                   | Kleine Johannisstraße 9/11                                                  |
|      | Kaisergalerie                                                                     | 1907–09            | Emil Großner                                                                   | Große Bleichen 23/27                                                        |
|      | Katharinenhof ehem. Frachtenhaus                                                  | 1890/91            | Hinrich Fittschen                                                              | Zippelhaus 1–2                                                              |
|      | Kaufmannshaus (Hamburg)                                                           | 1906-07            | Hugo Stammann, Gustav Zinnow                                                   | Große Bleichen 31                                                           |
|      | Kirdorfhaus (nach Emil Kirdorf)                                                   | 1901–05, 1921      | Lundt & Kallmorgen                                                             | Ballindamm 17 / Ferdinandstraße 38/40                                       |
|      | Kirsten-Haus                                                                      | 1908               | Alfred Löwengard                                                               | Neuer Wall 44                                                               |
|      | Klockmannhaus                                                                     | 1925 (Umbau)       | Eduard Averdieck                                                               | Kirchenallee 57/58                                                          |
|      | Altes Klöpperhaus                                                                 | 1902–04            | Lundt & Kallmorgen                                                             | Rödingsmarkt 9                                                              |
|      | Neues Klöpperhaus                                                                 | 1912–13            | Fritz Höger                                                                    | Mönckebergstraße 3                                                          |
|      | Klopstockhaus                                                                     | 1908               | Claus Meyer                                                                    | Poststraße 36                                                               |
|      | Klosterburg                                                                       | 1903/04            | Franz Albert Bach                                                              | Glockengießerwall 1                                                         |
|      | Körnerhaus                                                                        | 1904/05            | Heinrich Kaune                                                                 | Poststraße 37–39                                                            |
|      | Kontorhaus                                                                        | 1908/09            | Emil Schaudt, Walther Puritz                                                   | Alter Wall 12                                                               |
|      | Kontorhaus                                                                        | 1900               | Gottlieb Rambatz, Wilhelm Jollasse, Godber Nissen                              | Ballindamm 14–15                                                            |
|      | Kontorhaus, gebaut für die Hamburg-Südamerikanische Dampfschiffahrts-Gesellschaft | 1890               | Martin Haller, Cäsar Pinnau (Umbau 1955)                                       | Cremon 37                                                                   |
|      | Kontorhaus                                                                        | 1896               | George Radel                                                                   | Deichstraße 36                                                              |
|      | Kontorhaus                                                                        | 1909/10            |                                                                                | Deichstraße 48                                                              |
|      | Kontorhaus                                                                        | 1900               | Gottlieb Rambatz, Wilhelm Jollasse, Godber Nissen                              | Ferdinandstraße 34–36                                                       |
|      | Kontorhaus                                                                        | 1899               | Walter Martens                                                                 | Große Bäckerstraße 4                                                        |
|      | Kontorhaus                                                                        | 1903               |                                                                                | Große Johannisstraße 3                                                      |
|      | Kontorhaus                                                                        | 1906/07            | Otto Westphal, J. Wendler                                                      | Große Johannisstraße 11                                                     |
|      | Kontorhaus                                                                        | 1896               |                                                                                | Große Johannisstraße 17                                                     |
|      | Kontorhaus                                                                        | 1905/06            |                                                                                | Großer Burstah 23                                                           |
|      | Kontorhaus                                                                        | 1885               | Carl Elvers                                                                    | Kleine Reichenstraße 20 / Schopenstehl 31                                   |
|      | Kontorhaus Neuer Wall                                                             | 1910/11            | Leon Frejtag, Hermann Wurzbach                                                 | Neuer Wall 32                                                               |
|      | Kontorhaus                                                                        | 1903               |                                                                                | Neuer Wall 37                                                               |
|      | Kontorhaus                                                                        | 1906–09            |                                                                                | Neuer Wall 55 / Adolphsbrücke 9–11                                          |
|      | Kontorhaus                                                                        | 1905, ca.          |                                                                                | Poststraße 53 / Hohe Bleichen 28                                            |
|      | Kontorhaus (Fassade)                                                              | 1909/10            |                                                                                | Rödingsmarkt 15                                                             |
|      | Kontorhaus                                                                        | 1930               | Emil Neupert                                                                   | Steinstraße 25 / Burchardstraße 22                                          |
|      | Kontorhaus Stubbenhuk                                                             | 1923–25            | Wilhelm Lemm                                                                   | Stubbenhuk 10                                                               |
|      | Laeiszhof                                                                         | 1897/98            | Bernhard Hanssen, Emil Meerwein, Martin Haller                                 | Trostbrücke / Neue Burg                                                     |
|      | Ehemaliges Dienstgebäude der Hamburger Landherrenschaften Polizeikommissariat 14  | 1906–08            | Albert Erbe                                                                    | Klingberg 1                                                                 |
|      | Leder-Schüler                                                                     | 1928               | Fritz Höger                                                                    | Heidenkampsweg 32                                                           |
|      | Leopoldshof                                                                       | 1903               | Ricardo Bahre                                                                  | Neuer Wall 24 / Poststraße 1–7                                              |
|      | Lessinghaus                                                                       | 1908/09            | Albert Lindhorst, Emil Schaudt                                                 | Gänsemarkt 35                                                               |
|      | Levantehaus                                                                       | 1912/13            | Franz Albert Bach, Carl Bensel                                                 | Mönckebergstraße 7 / Bugenhagenstraße                                       |
|      | Lilienhof                                                                         | 1909/10            | Bruno Wieck                                                                    | Lilienstraße 11                                                             |
|      | Ludwigshof                                                                        | 1900, ca.          |                                                                                | Hohe Bleichen 19                                                            |
|      | Meßberghof ehem. Ballinhaus                                                       | 1923/24            | Hans und Oskar Gerson                                                          | Meßberg 1                                                                   |
|      | Miramar-Haus                                                                      | 1921/22            | Max Bach                                                                       | Schopenstehl / Kattrepel                                                    |
|      | Mönckeberghaus                                                                    | 1908/09            | Claus Meyer                                                                    | Gertrudenkirchhof 1 / Lilienstraße 36                                       |
|      | Mohlenhof                                                                         | 1928/29            | Rudolf Klophaus, August Schoch, Erich zu Putlitz                               | Burchardstraße 17 / Burchardplatz 3 / Niedernstraße 8                       |
|      | Montanhof                                                                         | 1924–26            | Hermann Distel, August Grubitz                                                 | Niedernstraße / Kattrepel 2                                                 |
|      | Ehemaliger Nobelshof Zeitweilig: Seehaus                                          | 1894               | Martin Haller, Hermann Geißler                                                 | Zippelhaus 5                                                                |
|      | ehemalige Oberfinanzdirektion Staatsgebäude                                       | 1907–12            | Albert Erbe                                                                    | Rödingsmarkt 2                                                              |
|      | ehemalige Oberpostdirektion Staatsgebäude                                         | 1883–87            | August Kind, Julius Raschdorff                                                 | Stephansplatz                                                               |
|      | ehemalige Oberschulbehörde Staatsgebäude                                          | 1911–13            | Fritz Schumacher                                                               | Dammtorstraße 25                                                            |
|      | Ottoburg                                                                          | 1907               | Heinrich Kaune                                                                 | Poststraße 29–31                                                            |
|      | Paulsenhaus                                                                       | 1907/08            | Claus Meyer                                                                    | Neuer Wall 72                                                               |
|      | ehem. Pennsylvania-Haus                                                           | 1907/08            | Claus Meyer                                                                    | Ballindamm 9                                                                |
|      | Haus Pinçon                                                                       | 1904/05            | Leon Frejtag, Hermann Wurzbach                                                 | Neuer Wall 26–28                                                            |
|      | Post- u. Fernmeldeamt Staatsgebäude                                               | 1924–26            |                                                                                | Niedernstraße 10                                                            |
|      | Haus Prediger ehem. Haus Glass                                                    | 1911               | Fritz Höger                                                                    | Bergstraße 7 / Mönckebergstraße                                             |
|      | Haus Prediger                                                                     | 1908               |                                                                                | Neuer Wall 40                                                               |
|      | Helmut-Schmidt-Haus (ehem. Pressehaus)                                            | 1938               | Rudolf Klophaus                                                                | Speersort 1                                                                 |
|      | Prien-Haus                                                                        | 1935               | Erich Elingius, Gottfried Schramm, Hermann Höger                               | Jungfernstieg 51                                                            |
|      | Haus Propfe                                                                       | 1904/05            | Gottlieb Rambatz, Wilhelm Jollasse                                             | Ballindamm 4–5                                                              |
|      | Rappolthaus                                                                       | 1911/12            | Fritz Höger                                                                    | Mönckebergstraße 11                                                         |
|      | Rathaushörn                                                                       | 1910/11            | Alfred Löwengard                                                               | Mönckebergstraße 22                                                         |
|      | Rathausmarkthof                                                                   | 1899               | Bernhard Hanssen, Emil Meerwein                                                | Kleine Johannisstraße 4                                                     |
|      | Ehem. Reichsbank                                                                  | 1914–19            |                                                                                | Alter Wall 2                                                                |
|      | Schiffahrtshaus                                                                   | 1909/10            | Max Gerhardt                                                                   | Ferdinandstraße 55–57                                                       |
|      | Scholvienhaus                                                                     | 1904/05            | Lundt & Kallmorgen                                                             | Glockengießerwall 26 / Ferdinandstraße 2a                                   |
|      | Seeburg                                                                           | 1908/09            | Franz Albert Bach                                                              | Spitalerstraße 16                                                           |
|      | Seidenhaus Brandt                                                                 | 1912/13            | Henry Grell                                                                    | Mönckebergstraße 27                                                         |
|      | Semperhaus                                                                        | 1905/06            | Franz Albert Bach                                                              | Spitalerstraße 10                                                           |
|      | Senator-Hayn-Haus (nach Max Theodor Hayn)                                         | 1908               | George Radel                                                                   | Ballindamm 26                                                               |
|      | Slomanhaus                                                                        | 1908/09            | Martin Haller, Hermann Geißler                                                 | Baumwall 3 / Steinhöft 11/17                                                |
|      | Sprinkenhof                                                                       | 1927–43            | Hans und Oskar Gerson, Fritz Höger                                             | Burchardstraße / Altstädter Straße Johanniswall                             |
|      | Stadtbäckerei                                                                     | 1913               | Theodor Speckbötel                                                             | Gänsemarkt 44                                                               |
|      | Standardbankhof (ehem.)                                                           | 1909/10            | Martin Haller & Hermann Geißler                                                | Ballindamm 27                                                               |
|      | Stellahaus                                                                        | 1922               | Christian Zauleck, Franz Hormann                                               | Rödingsmarkt 52 / Beim Alten Waisenhause 2                                  |
|      | Streits Hof                                                                       | 1908/09            | Leon Frejtag, Erich Elingius                                                   | Poststraße 14–16                                                            |
|      | Südseehaus                                                                        | 1912               | Carl Gustav Bensel                                                             | Mönckebergstraße 6, Lange Mühren und Spitalerstraße 6.                      |
|      | Thaliahof                                                                         | 1921/22            | Hans und Oskar Gerson                                                          | Alstertor 1                                                                 |
|      | Transporthaus                                                                     | 1890/91            | Martin Haller                                                                  | Zippelhaus 4                                                                |
|      | Haus Vaterland (ehem. Haus Belvedere, seit 2006 Europa Passage)                   | 1903/04            | Martin Haller & Hermann Geißler                                                | Ballindamm 40 / Bergstraße 28                                               |
|      | Versmannhaus                                                                      | 1910–12            | Gottlieb Rambatz, Wilhelm Jollasse                                             | Mönckebergstraße / Knochenhauertwiete                                       |
|      | Wallhof                                                                           | 1907/08            | Gottlieb Rambatz, Wilhelm Jollasse                                             | Glockengießerwall 2                                                         |
|      | Wattyhaus (seit 1992 Speersorthaus)                                               | 1911               |                                                                                | Speersort 6                                                                 |
|      | Kontor 218, ehemals „Weserburg“                                                   | 1909/10            | Alfred Wellermann, Otto Tauchnitz                                              | Spaldingstraße 218 / Heidenkampsweg                                         |
|      | Wrangelhaus                                                                       | 1913/14            | Albert Lindhorst, Walter Lindhorst                                             | Jungfernstieg 49                                                            |

- Karte mit allen verlinkten Seiten:
- OSM |
- WikiMap